# Merremia ellenbeckii
Merremia ellenbeckii är en vindeväxtart som beskrevs av Pilger. Merremia ellenbeckii ingår i släktet Merremia och familjen vindeväxter. Inga underarter finns listade i Catalogue of Life.